# ブルー・マウンテン・コミュニティ・カレッジ
ブルー・マウンテン・コミュニティ・カレッジ（Blue Mountain Community College）は、アメリカ合衆国オレゴン州ペンドルトンに本部を構えるコミュニティ・カレッジ。ユマティラ郡、モロー郡、ベーカー郡の住民に開かれている。1962年に創立。現在、文系準学士号、理系準学士号を提供し、4年制大学への学位の移行も行っている。

## 学位プログラム
農学、歯科介助、看護学、土木工学の学位プログラムが有名。

## 所在地
支局をミルトン＝フリーウォーター、ハーミストン、ベーカーシティ、ボードマンに構える。また、通学が難しい地域に済む住民を考慮し、多彩な遠隔教育を提供している。